# Sentencia 948
La sentencia 948 del Tribunal Supremo de Justicia (TSJ) le demandó a la Asamblea Nacional de Venezuela (AN) el 15 de diciembre de 2016 que desistiera del juicio político a Nicolás Maduro, presidente del país, al decretar su incapacidad para declarar sobre la responsabilidad política de este.
La sentencia se emitió semanas después de que el Consejo Nacional Electoral (CNE) suspendiera el 20 de octubre de 2016 la recolección de firmas para el proyecto de referéndum revocatorio a Maduro.

## Contexto histórico
En Venezuela el parlamento había hecho juicios políticos a presidentes antes: Marcos Pérez Jiménez en 1963 y Carlos Andrés Pérez en 1993; al primero tras dejar el cargo y al segundo se le destituyó mientras estaba en funciones, siendo ambos condenados a prisión (domiciliaria en el caso de Pérez debido a su avanzada edad).
Después de que la Asamblea Nacional de mayoría chavista promulgara en 2004 la Ley Orgánica del Tribunal Supremo de Justicia, la mayor parte de los miembros del TSJ pasaron a estar vinculados indirectamente al gobierno de Hugo Chávez y a sus partidos, el Movimiento V República y el Partido Socialista Unido de Venezuela (PSUV).
Tras la muerte de Chávez, su vicepresidente Nicolás Maduro asumió como presidente interino en 2013, perdiendo el PSUV la mayoría en la Asamblea, tras las primeras elecciones parlamentarias sin Chávez contra la coalición opositora Mesa de la Unidad Democrática (MUD) en 2015, en un contexto de crisis social, política y económica; la primera vez desde 1998 que un gobierno de la Revolución bolivariana no conseguía la mayoría parlamentaria.
Antes del traspaso parlamentario a la oposición en enero de 2016, que contaría con mayoría absoluta (y la posibilidad de designar a los poderes judicial y electoral, reformar la Constitución o convocar a una Asamblea Constituyente), la AN chavista nombró 13 magistrados del TSJ en diciembre de 2015. Ese TSJ suspendió la proclamación de cuatro diputados indígenas de Amazonas (tres de ellos opositores) el 31 de diciembre, lo que derivó en la pérdida de la mayoría absoluta para la MUD antes de ejercerla y transformándola en una mayoría simple, sin las facultades anteriores. La AN opositora hizo caso omiso al TSJ e incorporó igualmente a los diputados opositores de Amazonas, aduciendo a que su desincorporación obedecía a intenciones políticas.
Durante su legislatura, la oposición anunció la intención de hacer un referéndum revocatorio contra Nicolás Maduro, cuya recolección de firmas suspendió el Consejo Nacional Electoral (CNE) el 20 de octubre de 2016, acabando con el proyecto de referéndum.

## Sentencia
El 15 de diciembre de 2016 el TSJ emitió a sentencia 948, impidiendo cualquier proceso de destitución a un presidente, en este caso, a Nicolás Maduro,al declarar su incapacidad para decidir sobre la responsabilidad política de este.